# (38617) 2000 AY161
2000 AY161 (asteroide 38617) é um asteroide troiano de Júpiter. Possui uma excentricidade de 0.04276150 e uma inclinação de 12.81982º.
Este asteroide foi descoberto no dia 4 de janeiro de 2000 por LINEAR em Socorro.